# Kalózok
Kalózok, česky Piráti, je název maďarské filmové komedie režiséra Tamáse Sase natočené v roce 1998 a uvedené v lednu 1999.

## Obsazení
| Gabriella Gubás | Márta    |
| Attila Király   | Pipi     |
| Viktor Bodó     | Max      |
| Karina Kecskés  | Juli     |
| Eszter Ónodi    | Anci     |
| Gábor Máté      | Farkas   |
| Tibor Bognár    | Imi      |
| Andor Lukáts    | Kristóf  |
| Eszter Csákányi | asistent |
| Ádám Rajhona    | režisér  |
| László Szacsvay | posťák   |